# مهرجان هوت دوكس
مهرجان هوت دوكس الكندي الدولي للأفلام الوثائقية هو أكبر مهرجان لهذا النوع من الأفلام في أمريكا الشمالية ويصحبه مؤتمر وسوق مخصصان له. ويقام سنويا في تورونتو في كندا.
ضمت نسخة المهرجان لسنة 2011 أكثر من 200 فيلم من 43 بلدا.